# Charles Sprague Sargent
Charles Sprague Sargent  (Boston, 24 de abril de 1841 – Boston, 22 de março de 1927) foi um botânico norte-americano.
Graduou-se em Biologia pela Universidade de Harvard em 1862.